# Brück (Dettelbach)
Brück ([bʁʏk] ) ist ein Gemeindeteil der Stadt Dettelbach im bayerischen Landkreis Kitzingen in Unterfranken. Bis zum freiwilligen Zusammenschluss mit Dettelbach am 1. Juli 1972 war Brück eine selbstständige Gemeinde. Historisch war das Dorf mit Dettelbach allerdings bereits wesentlich länger verbunden. Der Stadtrat von Dettelbach hatte seit 1484 die Entscheidungsbefugnis über die Bewohner, die gleichzeitig auch dem Amt Dettelbach im Hochstift Würzburg zugeordnet waren.
Brück ist heute ein ackerbautreibender Ort. Allerdings bestanden in der Vergangenheit mehrere Rebflächen in der Gemarkung, wobei die Weinlage Sonnenleite mit ihren 5 Hektar (1993) einen letzten Überrest darstellt. Bedeutsam war auch der Steinabbau in mehreren Brüchen um das heutige Dorf. Den Mittelpunkt von Brück bildet die katholische Filialkirche St. Jakobus, deren Turm romanische Überreste aufweist.

## Geografische Lage

### Geografie und naturräumliche Gliederung
Brück liegt relativ zentral im Dettelbacher Gemeindegebiet und ist deshalb von allen Seiten von Dettelbacher Ortsteilen umgeben. Weiter im Norden liegt Schnepfenbach, während im Nordosten Neuses am Berg zu finden ist. Der Süden wird von Dettelbach selbst eingenommen, wobei die ehemaligen Dettelbacher Stadtmühlen Küffleinsmühle, Lamprechtsmühle und Kieselsmühle (von Norden nach Süden) die beiden Orte miteinander verbinden. Auch zwischen Brück und Schernau im Nordwesten steht mit der Schernauer Mühle ein ehemaliger Mühlenbetrieb.
Nächstgelegene größere Städte sind Volkach mit einer Distanz von etwa acht Kilometern und Kitzingen, welches ungefähr neun Kilometer entfernt ist. Die nächste Großstadt ist das etwa 16 Kilometer entfernte Würzburg.
Naturräumlich ist Brück in einem Talkessel innerhalb der sogenannten Gäufläche im nördlichen Maindreieck zu finden. Diese Untereinheit wird der Über-Haupteinheit Gäuflächen im Maindreieck der Mainfränkischen Platten zugerechnet. Die Landschaft zeichnet sich durch ihre kleinen Bäche aus, die ohne tiefe Kerbtäler zu bilden, in Richtung Main abfließen. Sie wird von ausgedehnten Ackerbauflächen geprägt.
Das Dorf liegt in der Maingauklimazone, die zu den trockensten und wärmsten Deutschlands zählt. Brück liegt am Mainzufluss Dettelbach, auch Brücker Bach oder Schnepfenbach genannt. Im Ortsgebiet mündet der Schernauer Bach von Westen kommend in den Dettelbach, zuvor wird der Schernauer Bach von einem unbenannten Gewässer verstärkt. Weiter nördlich der bebauten Fläche mündet der sogenannte Dietrichsgraben (im Oberlauf auch Gereutgraben) in den Dettelbach.

### Dorfgliederung

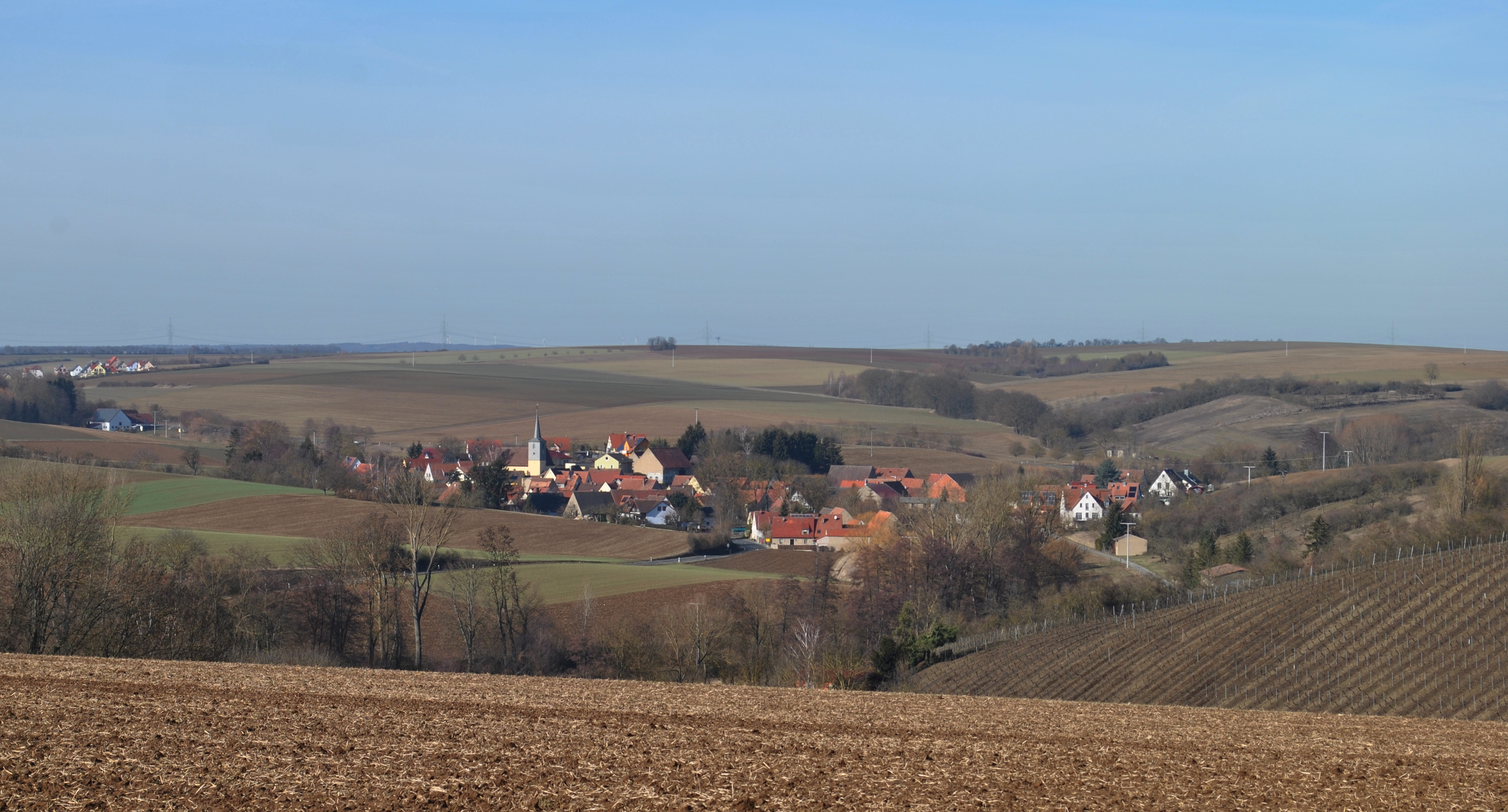
Brück von Südosten

Die Brücker Gemarkung nimmt eine Fläche von 1,37 km² ein. Das Zentrum bildet das Haufendorf mit der Kirche im Norden und einem zweiten, alten Dorfteil im Süden des Schernauer Baches. Den Mittelpunkt des dörflichen Lebens bildete jahrhundertelang die Brunnengasse. Kleine Neubaugebiete entstanden im 20. Jahrhundert lediglich entlang des heute im Ortsgebiet kanalisierten Dettelbaches östlich und südöstlich des Dorfkerns. 1984 schrieb man weitere Baugebiete mit Ein- oder Mehrfamilienhäuser nördlich und nordwestlich der Kirche aus. Hier entstand wohl auch im 20. Jahrhundert der örtliche Friedhof.
Aufgrund der dichten Besiedlung entlang der Bachtäler besitzt Brück eine nur sehr kleine Gemarkung mit wenigen, benannten Flurstücken. Im Osten des Dorfes ist der sogenannte Hämmerlein zu finden, der früher mit Weinreben bestockt war. Die Flurlage Brücker Holz verweist auf einen früher hier befindlichen Wald, der allerdings im Zuge umfassender Rodungen um 1795 zugunsten von Ackerflächen verschwand. Am sogenannten Hofmanns- oder Jakobsberg im Nordnordosten der bebauten Fläche stehen heute die letzten Weinbergsflächen. Es existieren keine Schutzgebiete um Brück, lediglich Biotopflächen sind vor allem entlang des Dettelbaches ausgewiesen.

## Geschichte

### Vor- und Frühgeschichte
Anders als in den angrenzenden Gemarkungen wurden auf dem Gebiet von Brück nur wenige, vor- und frühgeschichtliche Funde gemacht. Lediglich im Nordwesten und im Südosten des Dorfes konnten zwei Siedlungen ausgemacht werden, sodass davon auszugehen ist, dass die Umgebung des Dorfes bereits frühzeitig besiedelt war. Durch Lesefunde von Scherben, Klingenkratzern und einer Schnuröse machte man nordwestlich der Kirche eine Ansiedlung aus, die bereits in der Jungsteinzeit besiedelt worden war.
Weitere Funde belegen zwei Siedlungen der Hallstattzeit, wobei die jungsteinzeitliche Stelle kontinuierlich weitergenutzt wurde. So entdeckte man Keramikreste aus dem 7. Jahrhundert vor Christus. Einige Funde konnten als Vorratsgefäße identifiziert werden, weil sie die typische Schlickrauung aufwiesen. Andere Keramikreste waren mit einer Graphitierung überzogen, die zum Schutz des Materials oder als Schmuck aufgebracht worden war.
Durch Bevölkerungsverdrängungen während der Wanderungszeit nach dem 4. Jahrhundert wurde die Gegend um Brück zunächst von Kelten bewohnt, die wohl keine dauerhafte Siedlung mehr hier bestehen ließen. Sie wurden später von den Thüringern verdrängt. Schließlich erreichten die Franken das Gebiet um Dettelbach und etablierten erstmals echte Verwaltungsstrukturen. So entstanden zwei Königshöfe in Prosselsheim und auf der Vogelsburg. Das Gebiet von Brück blieb allerdings zunächst noch unbesiedelt.

### Mittelalter und Frühe Neuzeit
Die Lage des Dorfes war entscheidend für seine Gründung. Dort führten zwei kleine Stege als Brücken über den Dettelbach und den Schernauer Bach. Das Dorf mit dem sprechenden Ortsnamen entstand um das Jahr 700. Es geht auf die Vorstöße der einwandernden Franken zurück, die dieses Gebiet im frühen Mittelalter nach und nach besiedelten. Während seiner Geschichte war Brück immer mit dem nahen Ort Dettelbach verbunden, der später zur Stadt aufstieg.
Erstmals erwähnt wurde Brück allerdings erst im 14. Jahrhundert. Vor dem Jahr 1321 waren die Herren von Hohenlohe in Brück begütert und übten sogar die niedere Gerichtsbarkeit über die Einwohner aus.  Dieser Anteil kam 1321 an Hans Ritter von Dettelbach, dessen Rechte mit einer weiteren Urkunde des Jahres 1357 verstärkt wurden. Gegen 1450 erhielt das Benediktinerkloster St. Stephan aus Würzburg die  Güter der Ritter.
Nur wenige Jahrzehnte später stieg der Würzburger Fürstbischof allerdings zum mächtigsten Grundherren im Maintal auf. Rudolf II. von Scherenberg förderte insbesondere die Siedlung Dettelbach und erhob sie 1484 zur Stadt. Mit dieser Aufwertung ging zugleich die Bildung eines fürstbischöflichen Amtes als Verwaltungssitz einher. Brück und Schnepfenbach wurden Kernstücke des Amtes Dettelbach und blieben bis ins 19. Jahrhundert eng mit der Stadt verbunden.
Die Verbindung mit Dettelbach wurde auch durch die innerdörfliche Organisation unterstrichen. So wählte der Dettelbacher Rat einen sogenannten Dorfmeister für Brück. Er musste den Dettelbachern immer wieder Bericht erstatten und war durch einen Eid an den Rat gebunden. Auch kirchlich war das Dorf der Pfarrei Dettelbach zugeordnet. Der Dettelbacher Stadtrat und der fürstbischöfliche Schultheiß führten auch die Maße und Gewichte für das Dorf ein.
Die Nähe zu Dettelbach führte auch dazu, dass die Entwicklungen der Frühen Neuzeit in Brück, ähnlich wie in der benachbarten Stadt, zum Tragen kamen. So erlitt der Ort während des Dreißigjährigen Krieges ganz ähnliche Zerstörungen wie die nahe Stadt. Insbesondere seit dem schwedischen Einfall im Jahr 1631 litt die Bevölkerung unter häufigen Einquartierungen und Durchzügen. Vor allem dem im Ort betriebenen, pflegeintensiven Weinbau schadete die Kriegssituation.

### Neuzeit
Mit der Auflösung des Hochstifts Würzburg durch die Säkularisation zu Beginn des 19. Jahrhunderts, änderten sich die Strukturen des Dorfes zunächst nur wenig. Noch immer zählte man sich als königlich-bayerische Ruralgemeinde zum nun in Landgericht umbenannten Bezirk Dettelbach. Erst mit dem Niedergang des Weinbaus durch die Umstellung der feudalen Bewirtschaftung kam es zu einem tiefen Einschnitt. 1892 schaffte die Gemeinde eine Rebenspritze an, um den Befall der Stöcke von der Reblaus zu bekämpfen. Der Obstbau wurde Nachfolgekultur des Weinbaus.
Während des Ersten Weltkrieges starben insgesamt drei Männer aus Brück an der Front. Ihnen wurde 1938 ein Denkmal errichtet, dass 1972 um die 19 Toten des Zweiten Weltkrieges erweitert wurde. Während des Nationalsozialismus mussten auch in Brück viele Kriegsgefangene, vor allem Franzosen, auf den Feldern schuften. Zugleich nahm die Gemeinde viele Ausgebombte und Evakuierte aus dem Saarland und dem Ruhrgebiet auf. Vor dem Einmarsch der Amerikaner am 7. April 1945 schafften einige Brücker Frauen die am Dorfeingang errichteten Panzersperren weg.
Nach dem Krieg erlebte der Ort durch den Zuzug von Flüchtlingen aus den ehemals deutschen Gebieten ein großes Bevölkerungswachstum. 1947 litt man sehr unter einer Missernte. Ab 1951 begann die Asphaltierung der Gemeindestraßen, 1963 wurde der Ort an die Fernwasserversorgung Franken angeschlossen. Nachdem bereits 1919 erste Pläne für eine Zusammenlegung der Orte Brück, Neusetz und Schnepfenbach am Widerspruch der Gemeinden gescheitert war, wurde Brück im Jahr 1972 im Zuge der Gebietsreform Teil der Großgemeinde Dettelbach.

### Ortsname
Der Ortsname Brück verweist auf die frühe Funktion des Ortes, der durch seine beiden Stege über die kleinen Bäche die beiden Zentralorte Dettelbach und Prosselsheim verband (quasi überbrückte). Der Name war in der Vergangenheit kaum Änderungen unterworfen. In einer Urkunde aus dem 18. Jahrhundert ist von Brückh die Rede.

### Verwaltung und Gerichte
| Die folgenden Verwaltungseinheiten waren der Gemeinde Brück übergeordnet. - bis 1804: Amt Dettelbach im Hochstift Würzburg - bis 1862: Landgericht älterer Ordnung Dettelbach im Untermainkreis, ab 1837 Unterfranken - bis 1872: Bezirksamt Volkach in Unterfranken - bis 1972: Bezirksamt Kitzingen, ab 1939 Landkreis Kitzingen in Unterfranken - ab 1972: Ortsteil der Stadt Dettelbach, Landkreis Kitzingen, Unterfranken | Gerichtlich unterstand Brück folgenden Instanzen. - bis 1803: Zentgericht Kitzingen im Hochstift Würzburg - bis 1862: Landgericht älterer Ordnung Dettelbach - bis 1879: Landgericht Dettelbach im Landgerichtsbezirk Würzburg - bis 1943: Amtsgericht Dettelbach im Landgerichtsbezirk Würzburg - ab 1943: Amtsgericht Kitzingen im Landgerichtsbezirk Würzburg |

## Politik

### Vom Dorfmeister zum Ortssprecher
Jahrhundertelang wurde die Dorfgemeinschaft von einem sogenannten Dorfmeister geleitet, der allerdings gegenüber der Obrigkeit weisungsgebunden war. Er wurde vom Rat der Stadt Dettelbach und dem fürstbischöflichen Schultheißen in Dettelbach eingesetzt und vertrat ihre Positionen im Dorf. Anders als in vielen anderen Orten der Umgebung setzte man für Brück keinen eigenen Schultheißen ein, der eine Art direkter Vertreter des Fürstbischofs war.
Mit der Säkularisation fiel bald der Schultheiß von Dettelbach weg und die Dorfgemeinschaft bestimmte selbständig über den sogenannten Vorsteher der Gemeinde. Bemerkenswert ist, dass bereits aus dem 17. Jahrhundert der Nachname Dorsch für einen der Dorfmeister überliefert ist. Die Familie Dorsch stellte zweimal den Vorsteher und auch nach der Umbenennung des Amtes in Bürgermeister rekrutierte sich der Ortsvorstand häufig aus Mitgliedern der Familie.
| Georg Dorsch      | 1900–1912 |                                                                              |
| Franz Strauß      | 1912–1923 |                                                                              |
| Johann Walter     | 1923–1933 | 1. Amtszeit, Ehrenbürger                                                     |
| Josef Dorsch      | 1933      |                                                                              |
| Hans Gaub         | 1933–1934 |                                                                              |
| Georg Holzapfel   | 1935–1945 |                                                                              |
| Johann Walter     | 1945–1946 | 2. Amtszeit, von der amerikanischen Militärregierung eingesetzt, Ehrenbürger |
| Ludwig Gerhard    | 1946–1957 | „Altbürgermeister“, Ehrenbürger                                              |
| Franz Falkenstein | 1957–1966 |                                                                              |
| Albin Dorsch      | 1966–1972 | gleichzeitig auch erster Ortssprecher Brücks                                 |

Im 20. Jahrhundert wurde die Bürgermeisterwahl immer mehr vereinheitlicht und schließlich normaler Teil des demokratischen Entscheidungsprozesses. Im Jahr 1957 musste dreimal gewählt werden, bis Franz Falkenstein als Nachfolger von Ludwig Gerhard als Bürgermeister feststand. Nach der Eingemeindung nach Dettelbach vertraten Ortssprecher bzw. Stadträte die Brücker im Stadtrat von Dettelbach. Neben Albin Dorsch waren dies Franz Stengl, Winfried Nöller, Hans Rummey und der Zweite Bürgermeister Herbert Holzapfel.

### Einwohnerentwicklung
Brück gehört heute zu den kleineren Ortsteilen von Dettelbach. Einwohnerzahlen sind für den Ort bereits aus dem 16. Jahrhundert überliefert, wobei hier lediglich Schätzungen vorliegen, die sich an den nachweisbaren Familienvorständen orientieren. Damals lebten um die 100 Personen in Brück. Die Bevölkerung wuchs stetig, bis der Dreißigjährige Krieg die Bevölkerung drastisch reduzierte. In der ersten Hälfte des 19. Jahrhunderts, als man konkrete Bevölkerungszahlen überlieferte, überschritt man wieder die Werte vor dem Krieg.
In der zweiten Hälfte des 19. Jahrhunderts setzte eine Schrumpfung des Ortes ein, die wohl auf den Niedergang des Weinbaus zurückzuführen ist. Nach dem Zweiten Weltkrieg profitierte Brück vom Zuzug durch Flüchtlingen, das Allzeithoch von 277 Einwohnern geht auf diese Entwicklung zurück. In der Folgezeit schrumpfte das Dorf insbesondere durch die Landflucht wieder. Im Jahr 1996 hatte das Dorf ein starkes Männerübergewicht, insbesondere in der Gruppe der 30- bis 39-Jährigen.
| Jahr    | Einwohner | Jahr | Einwohner | Jahr | Einwohner |
| ------- | --------- | ---- | --------- | ---- | --------- |
| 1574    | um 100    | 1885 | 202       | 1961 | 213       |
| um 1622 | um 153    | 1900 | 157       | 1970 | 215       |
| 1824    | 185       | 1933 | 207       | 1987 | 163       |
| 1855    | 246       | 1946 | 277       | 1993 | 154       |

## Kultur und Sehenswürdigkeiten

### Baudenkmäler

#### Jakobuskirche

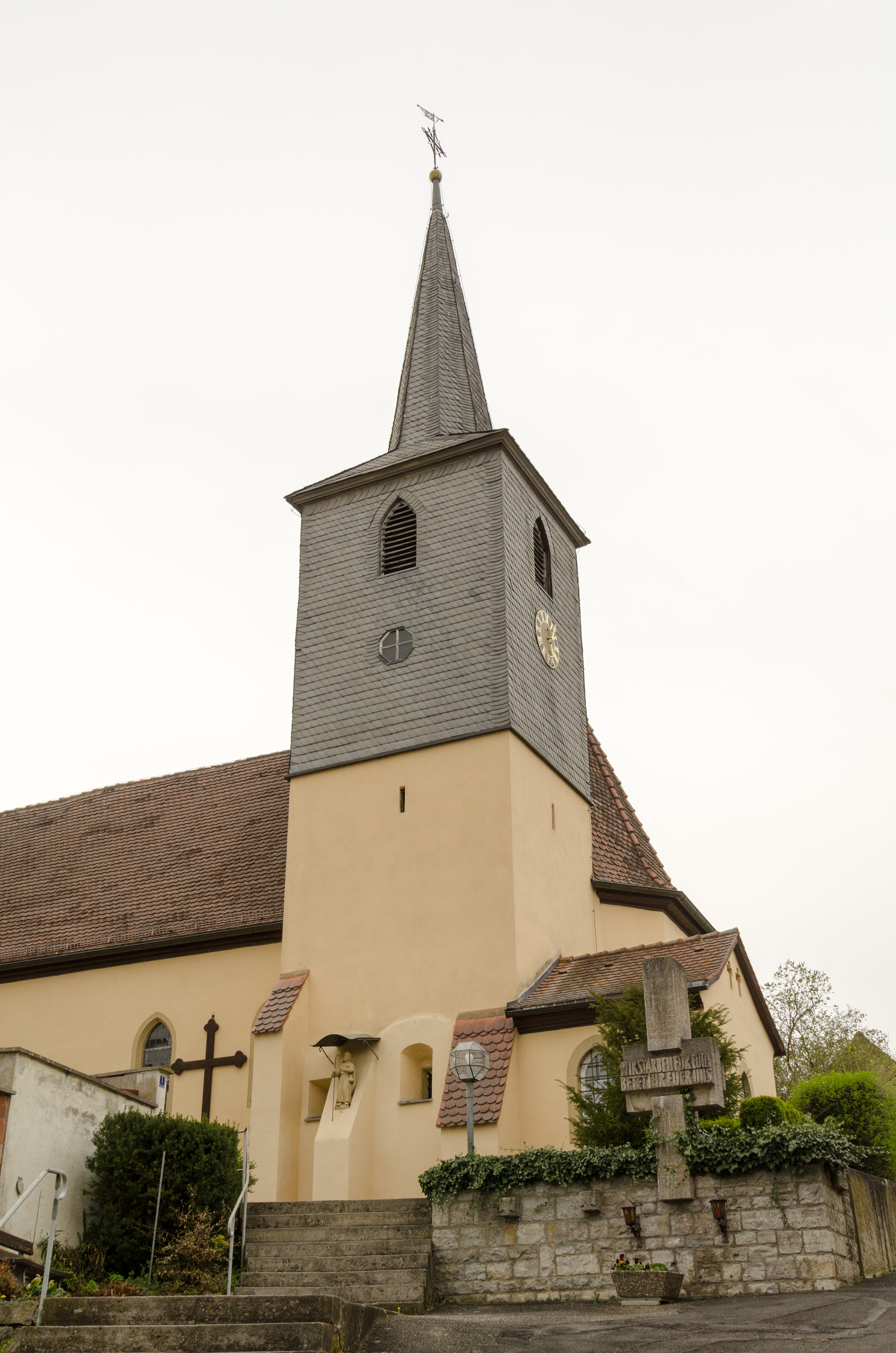
Die Kirche St. Jakobus

Den Mittelpunkt des Ortes bildet die katholische Filialkirche St. Jakobus. Sie ist eines der älteren Gotteshäuser in der Umgebung, bereits im 12. Jahrhundert entstand im Dorf eine kleine Kapelle, die mit einem romanischen Chorturm ausgestattet war. Die Überreste dieses Turmes sind im heutigen Nachfolgebau eingebaut. Das bestehende Langhaus wurde im 17. Jahrhundert errichtet, 1846 erfuhr es nach einem Anwachsen der Gemeinde eine Erweiterung.
Die Kirche präsentiert sich heute als schlichter Saalbau. Das Langhaus weist vier Fensterachsen auf. Ältestes Bauteil der Kirche ist der Turm, der südlich des Chores Aufstellung fand. Das Obergeschoss ist aus Fachwerk gearbeitet und wurde nachträglich mit Schieferplatten verschalt. Der Turm schließt mit einem Spitzhelm ab. Auf der Ostseite wurde eine Kirchturmuhr angebracht. Die Kirche besaß im Laufe ihrer Geschichte mehrere, unterschiedliche Patrozinien.
Im Inneren überwiegt die Ausstattung des 17. Jahrhunderts, vor allem die beiden prächtigen Seitenaltäre entstammen dieser Zeit. Beide Altäre weisen zwei verdrehte Säulen auf und wurden mit einem gebrochenen Giebel und reichen Fruchtgehängen verziert. Mehrere Figuren wurden in der Kirche angebracht. Im Chorhaupt findet sich eine Figur der Muttergottes im Strahlenkranz. Sie wurde im 18. Jahrhundert geschaffen. Die weiteren Kunstwerke im Inneren wurden von regional bekannten Künstlern wie den Gebrüdern Schiestl gearbeitet.

#### Bildstöcke und Kleindenkmäler
Insgesamt zwei Bildstöcke in der Gemarkung von Brück werden heute noch als Baudenkmäler geführt. Sie sind typisch für ein mainfränkisches, katholisches Dorf. Allerdings war ihr Bestand noch in den 1970er Jahren wesentlich höher. Während der Inventarisierung der Bildstöcke wurden damals noch insgesamt sechs Martern identifiziert, wobei der Bildstock auf den sogenannten Steinäckern in dieser Aufstellung nicht auftauchte. Insbesondere durch Beschädigungen und Zerstörungen schrumpft der Bildstockbestand auch heute weiter.
Ältester erhaltener Stock ist eine Martersäule vor der Kirche. Der Bildstock befand sich wohl vor 1970 am Ortsausgang nach Dettelbach, wo lange Zeit noch ein Sockel zu finden war. Er ist etwa 2,75 m hoch und präsentiert in seinem Aufsatz die Darstellung der Pietà. Davor ist eine kniende Stifterfigur zu sehen. Die Inschrift verweist auf das Stifterpaar: „andreas dhorsch und seine eheliche haus frau urschala anno 1720“.
Der zweite Bildstock im Norden des Dorfes an der Staatsstraße 2270 ist wesentlich jünger. Er geht auf eine Stiftung des Jahres 1897 zurück und stellt in seinem Aufsatz ebenfalls ein Vesperbild dar. Eventuell handelt es sich bei dem Bildstock um den Überrest eines Feldaltars, der an den Tod eines Oberpleichfelders an dieser Stelle erinnert. Am 10. November 1897 war Johann Georg Brändler während des Steineschleppens verunglückt. Der Altar wurde in den 1960er Jahren zerstört. Im August 2019 war der Stock nicht mehr auffindbar.

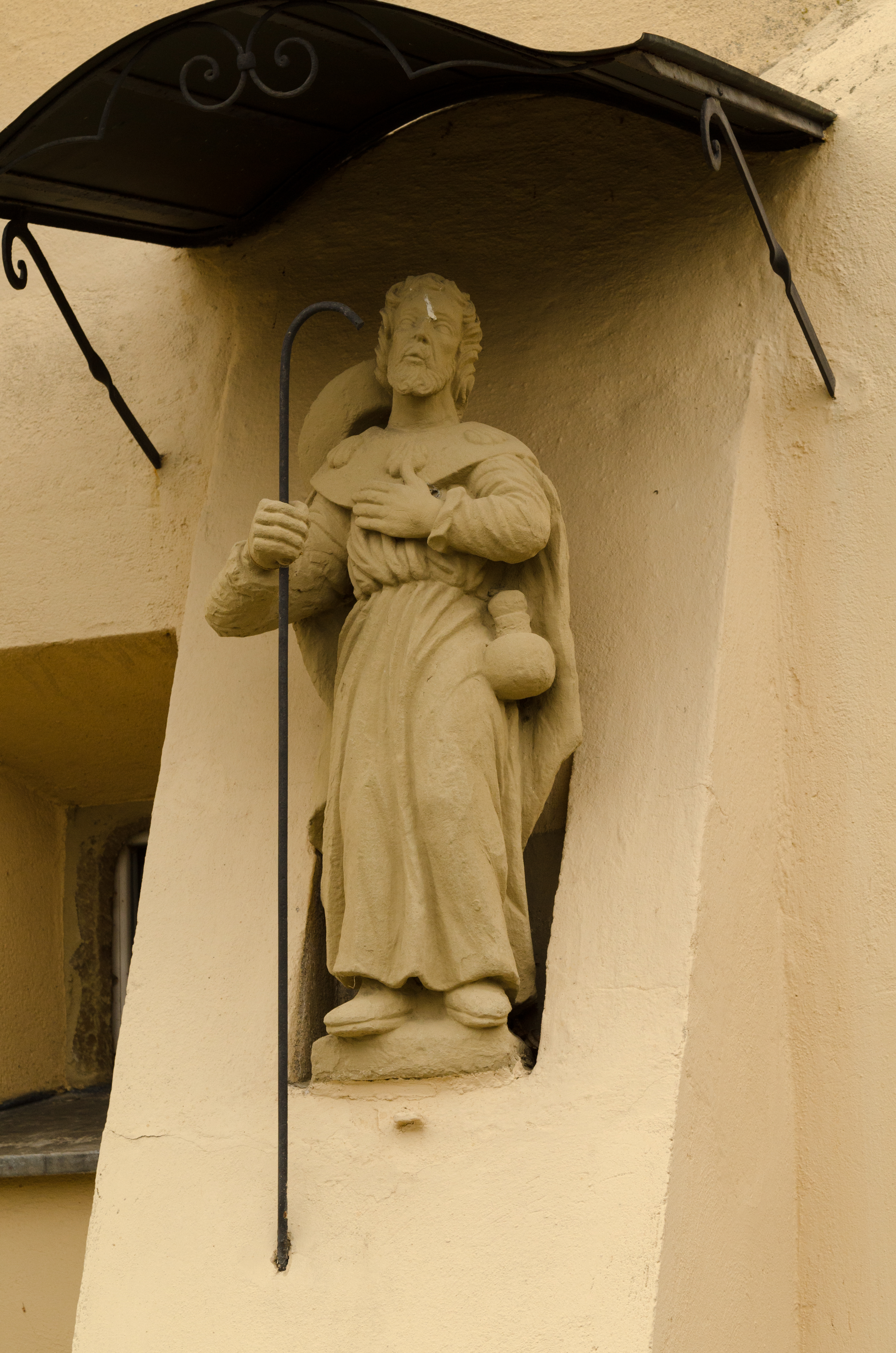
Jakobusstatue an der Kirche
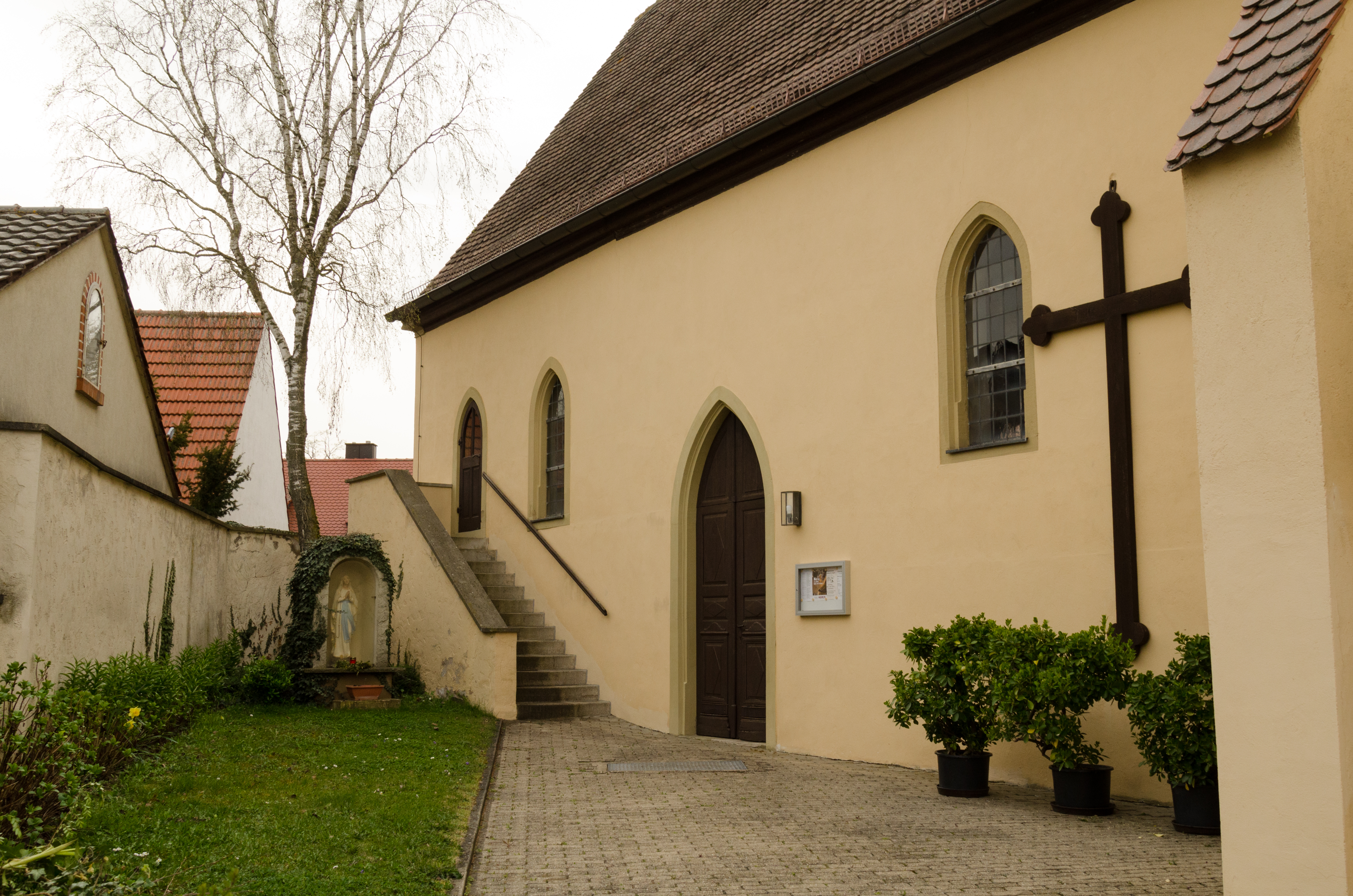
Kirchenportal
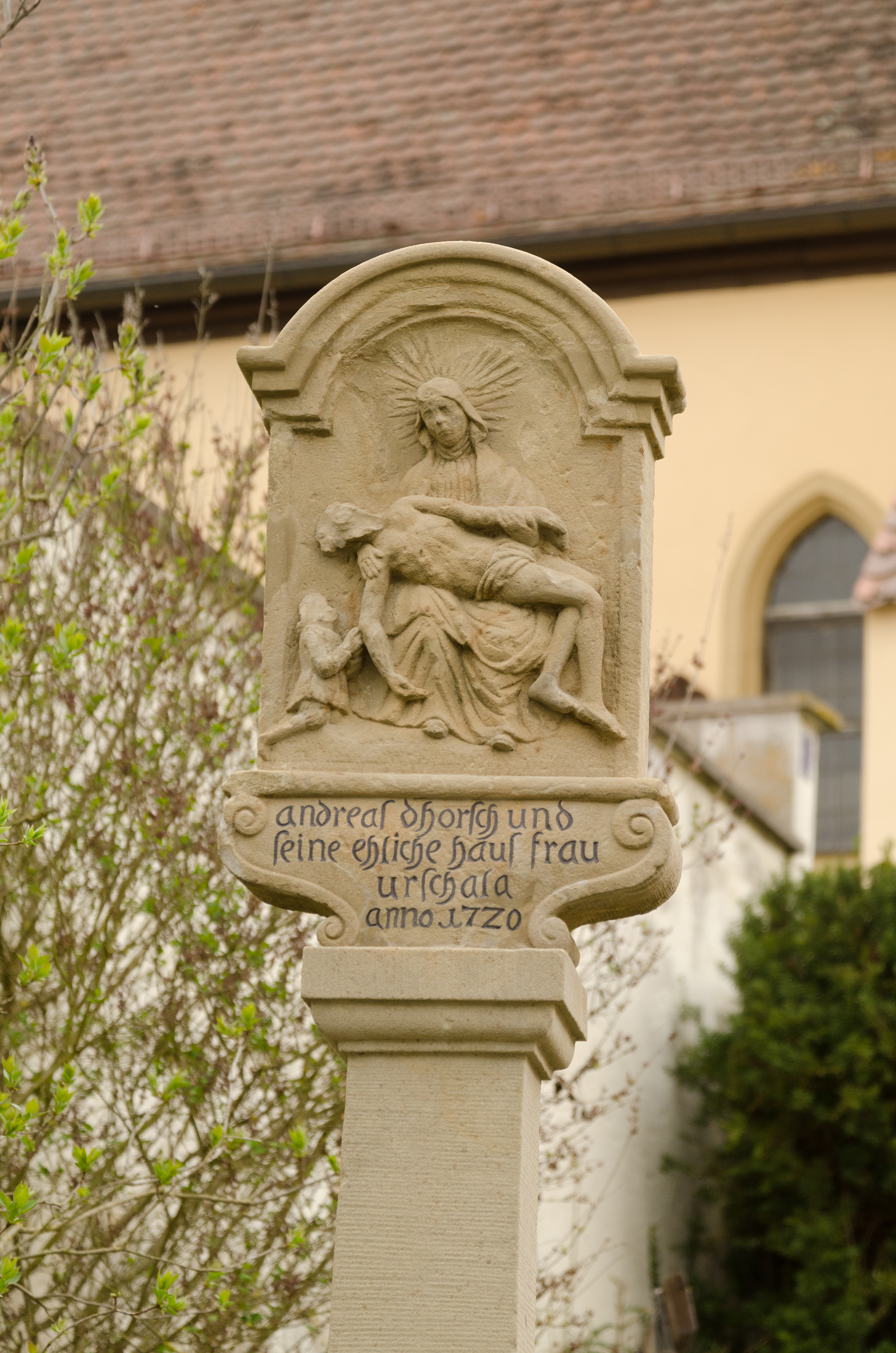
Bildstock Lindenbergweg 1

### Dorfmühle
| Inschrift |
| Dieses Haus steht in des Herren Hand, Brücker Mühl wird es genannt. Erbaut von Veit Stolzenberger und seiner Ehefrau Anno 1614 |

Die Brücker Dorfmühle war lange Zeit das größte Profangebäude im Ort. Sie war im Haus Nr. 13 (heute Am Kirchberg 5) verortet und stellte vom 16. bis zum 20. Jahrhundert einen wichtigen wirtschaftlichen Faktor für Brück dar. Über die Frühzeit der Mühle ist nichts bekannt, erst 1544 wird sie erstmals indirekt als Mühle „am Brückerbach in dem Dorfe Brück“ genannt. Die Mühle gehörte wohl zunächst Graf Wolfgang I. zu Castell und gelangte dann durch einen Tausch gegen den Trautberger Schafhof an das Hochstift Würzburg.
Im Jahr 1574 berichtete eine Urkunde von der Mühle. Sie soll ursprünglich Hermann von Seinsheim gehört haben. Dieser verkaufte die Anlage an Würzburg, sodass die Brücker Mühle spätestens 1574 „mit aller Botmäßigkeit als wie die anderen Brücker samt den Steuern dem Fürstbischof von Würzburg untertan ist.“ Die Mühle war fortan ebenfalls Teil des Amtes Dettelbach. Eine Mühlordnung des Jahres 1638 beschrieb sie genauer. Die Brücker Mühle wurde als Getreidemühle genutzt, allerdings diente sie auch der Schrotgewinnung.
Obwohl die Mühle in herrschaftlichen Händen war, setzte das Hochstift doch sogenannte Possesoren, später Pächter, ein, die den Betrieb aufrechterhalten sollten. Im Jahr 1544 hatte Augustin Bauroth die Brücker Mühle inne, er hatte sie von Veit Stolzenberger gekauft. Im Zuge der Säkularisation wurde die Mühle quasi privatisiert. 1840 war Michael Leimeister der Besitzer der Brücker Mühle, 1890 erwarben Georg Döppler und seine Frau Anna Eva, geborene Otto die Anlage.
Die Brücker Mühle wurde von zwei Mahlgängen angetrieben, aber bereits im 20. Jahrhundert rechnete sich der Betrieb nicht mehr. Der letzte Müller Anton Döppler betrieb lediglich noch die Schrotmühle im Nebenerwerb. In den 1950er Jahren gab er den Betrieb der Mühle auf. Das Mühlhaus mit seinem weit heruntergezogenen Satteldach stand noch einige Jahre und wurde in den 1960er Jahren abgerissen. Lediglich ein Inschriftenstein des Jahres 1614 wurde gerettet und in den Nachfolgebau eingebaut.

## Wirtschaft und Infrastruktur

### Wirtschaft

#### Weinbau
Brück ist heute Weinbauort im Anbaugebiet Franken. Es besitzt allerdings keine eigene Weinlage, der Wein wird seit den 1970er Jahren unter dem Namen Dettelbacher Sonnenleite vermarktet. Brück ist Teil des Bereichs Volkacher Mainschleife, bis 2017 waren die Winzer im Bereich Maindreieck zusammengefasst. Die Muschelkalk- und Lettenkeuperböden um Brück eignen sich ebenso für den Anbau von Wein, wie die Lage in der Maingauklimazone, die zu den wärmsten Deutschlands gehört.
Bereits seit dem Frühmittelalter betreiben die Menschen um Brück Weinbau. Die fränkischen Siedler brachten wohl im 7. Jahrhundert die Rebe mit an den Main. Im Mittelalter gehörte die Region zum größten zusammenhängenden Weinbaugebiet im Heiligen Römischen Reich. Die Menschen betrieben zumeist Nebenerwerbsweinbau zur Selbstversorgung, gleichzeitig bildeten sich bereits Exportzentren insbesondere entlang des Maines heraus. In Brück blieb der Weinanbau zumeist Sache der jeweiligen Haushalte.
Der Weinbau erlebte nach der Säkularisation zu Beginn des 19. Jahrhunderts einen umfassenden Niedergang. Vor allem klimatisch weniger begünstige Lagen gab man vollständig auf. Zusätzlich erschwerte das Aufkommen von Schädlingen wie der Reblaus den Anbau. Konsolidieren konnte sich die Weinbauregion Franken erst wieder in der zweiten Hälfte des 20. Jahrhunderts. Der Einsatz von Düngern und verbesserte Anbaumethoden hatten dazu ebenso beigetragen wie die Organisation in Genossenschaften und die Flurbereinigung der 1970er Jahre.
| Weinlage    | Größe 1980 | Größe 1993 | Himmelsrichtung | Hangneigung | Hauptrebsorten | Großlage               |
| ----------- | ---------- | ---------- | --------------- | ----------- | -------------- | ---------------------- |
| Sonnenleite | 1 ha       | 5 ha       | Süden           | 30 %        | Müller-Thurgau | Dettelbacher Honigberg |

#### Weitere Wirtschaftszweige
Brück wurde jahrhundertelang von seinen Steinbrüchen geprägt. Bereits aus der Zeit um 1600 sind die ersten Brüche um das Dorf belegbar. Neben dem Straßenbau wurden die Steine aus Brück auch zur Errichtung der Kirche St. Peter und Paul in Oberpleichfeld herangezogen. Zeitweise bestand in den Stollen sogar ein Gleis mit Rollwagentransport, gleichzeitig wurden Pferde eingesetzt, um die Stücke abzutransportieren. Insgesamt drei Steinbrüche wurden ausgebeutet, die die entlang der Bäche verliefen. Um 1950 endete der Steinabbau in Brück.
Heute leben die Menschen in Brück überwiegend von der Landwirtschaft mit konventionellen Produkten. Der kurzzeitig belebte Obstbau ging nach kurzer Blüte bereits im 20. Jahrhundert wieder ein. Die Viehzucht spielt heute ebenfalls keine große Rolle mehr. Durch seine Lage nahe Dettelbach ist Brück heute außerdem eine typische Auspendlergemeinde. Die Menschen fahren in die Industriebetriebe nach Dettelbach, Kitzingen oder Würzburg.

### Verkehr

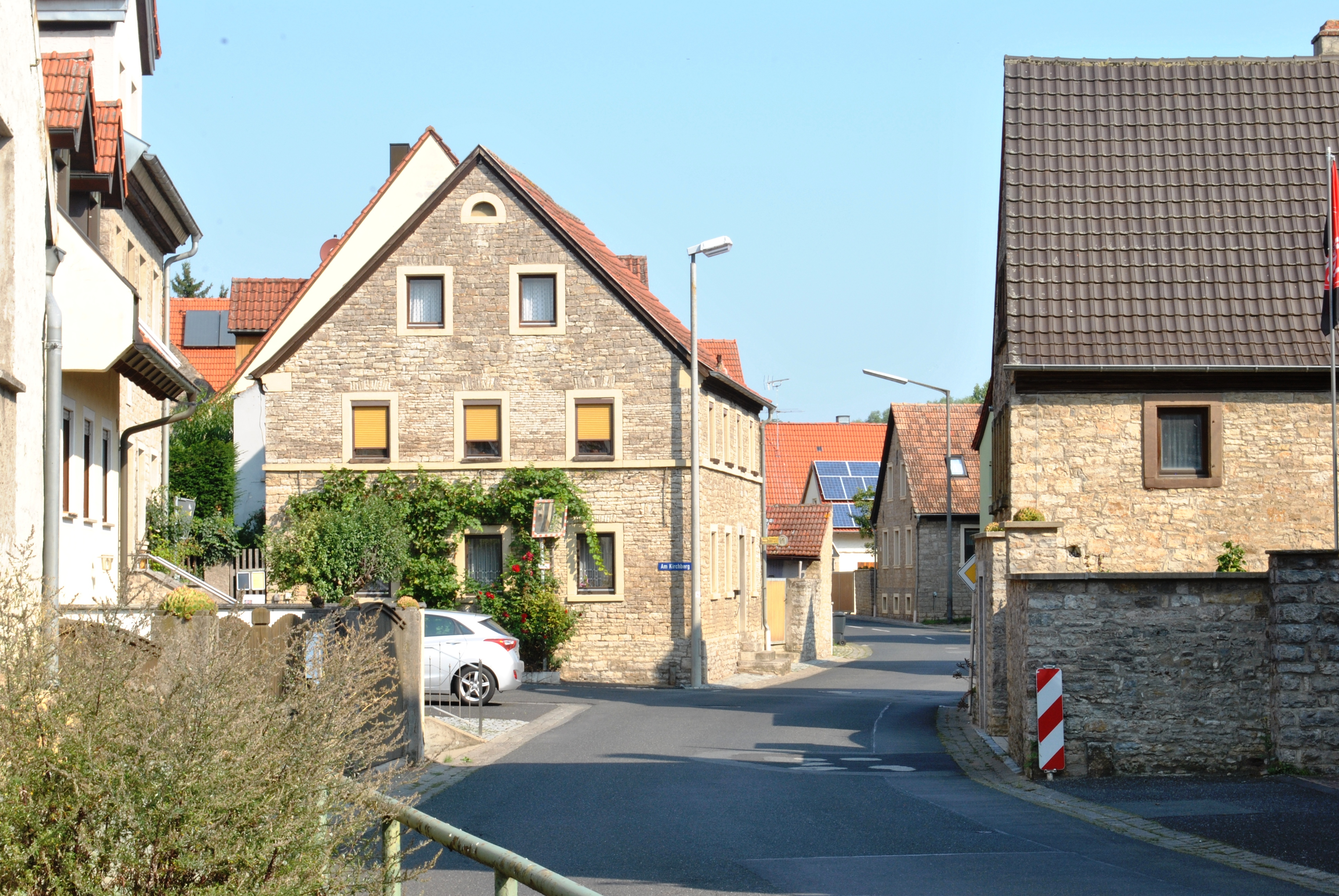
St.-Markus-Straße in Brück

Brück ist heute verkehrlich eher unbedeutend. Die wichtigste Verkehrsverbindung bildet die Staatsstraße 2270, die von Norden nach Süden im Ort als St.-Markus-Straße verläuft. Der Ortsname Brück verweist allerdings auf die wichtige Funktion, die die Ansiedlung während des Mittelalters und der Frühen Neuzeit hatte. Hier bestand eine Brücke über den Dettelbach und den Schernauer Bach, was Brück zu einer Art Nadelöhr zwischen den fürstbischöflichen Ämtern Dettelbach und Prosselsheim machte.
1923 bis 1929 entstanden im Zuge der Flurbereinigung zwei neue Brücken, wobei zu diesem Zeitpunkt lediglich noch landwirtschaftlicher Verkehr Brück als Durchfahrtstation nutzte. Erst im Jahr 1951 asphaltierte man die Brücker Hauptstraße, in den folgenden Jahren begann man auch die anderen Dorfstraßen zu befestigen. 1970 stellte man diese Arbeiten fertig, zuletzt baute man die Brunnengasse, den Krautackersweg und die Obere Schulgasse aus.
Neben der Staatsstraße besitzt heute lediglich noch die Kreisstraße KT 7 überörtliche Verkehrsbedeutung. Sie mündet nördlich von Schernau her kommend auf Brücker Gemarkung in die Staatsstraße. Eine Buslinie der OVF fährt den Ort mehrmals am Tag an, es handelt sich um die Linie 8108 (Nordheim–Dettelbach–Rottendorf–Würzburg). Zwei Haltestellen (Brück und Abzw. Brück) werden von den Bussen angefahren, die an der Staatsstraße bzw. an der Kreisstraße verortet sind.

### Bildung
Über die schulischen Verhältnisse in Brück während der Frühen Neuzeit ist nicht viel bekannt. Ein neues Schulhaus entstand im Jahr 1852 und wurde beim Bau des neuen Feuerwehrhauses an Privatpersonen verkauft. Vor 1852 wurde der Unterricht in verschiedenen Privathäusern abgehalten, unter anderem in den heutigen Straßen am Hirtenbühl und in der Kirchgasse. Im 19. Jahrhundert besuchten auch die Schnepfenbacher die Brücker Schule. Die frühkindliche Bildung bzw. Betreuung übernahmen in dem kleinen Ort jahrhundertelang Angehörige der Familien, die tagsüber als „Kindsmagd“ eingesetzt wurden.
Wohl 1969 wurde die kleine Volksschule aufgelöst und Brück kam zum größeren Schulverband Dettelbach. Brück gehört heute, wie alle Dettelbacher Ortsteile, zum Grundschulsprengel Dettelbach. Ebenso wurde der Ort dem Mittelschulsprengel Dettelbach zugeordnet. Weiterführende Bildung wird von der Staatlichen Realschule Dettelbach geleistet. Gymnasien sind in Volkach (Franken-Landschulheim Schloss Gaibach), Schwarzach (Egbert-Gymnasium Münsterschwarzach) und Kitzingen (Armin-Knab-Gymnasium) zu finden.

### Vereine und Verbände

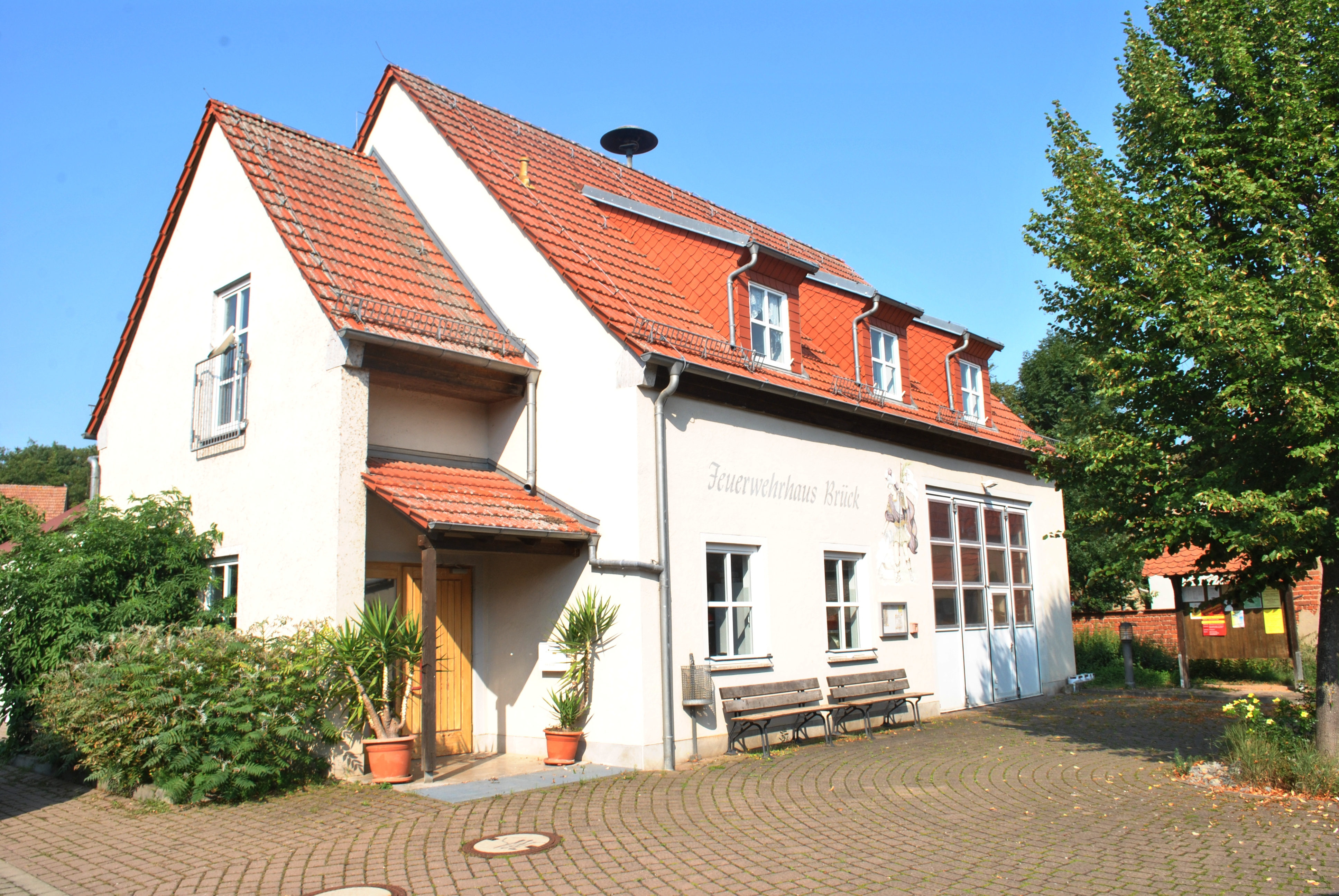
Feuerwehrhaus in Brück

Trotz seiner geringen Größe besitzt Brück eine Vielzahl an Vereinen und Verbänden. Die mit Abstand älteste, bestehende Organisation ist die Freiwillige Feuerwehr Brück, die heute von einem Feuerwehrverein getragen wird. Bereits im Jahr 1855 schaffte die Gemeinde eine Feuerleiter an. Offiziell gegründet wurde die Wehr allerdings erst am 28. Dezember 1876, nach einer Aufforderung des Bayerischen Gemeindetages. 1887 etablierte man zeitweise sogar eine Pflichtfeuerwehr.
In den 1990er Jahren erhielt die Feuerwehr Brück einen neuen Ort für ihre Zusammenkünfte. Hierzu verkaufte die Gemeinde das ehemalige Schul- und Rathaus. Am 28. Mai 1995 konnte das neue Feuerwehrhaus an der St.-Markus-Straße/Ecke Am Viehgraben eingeweiht werden. Eine besondere Rarität besitzt die Wehr mit einem Saug- und Druckspritzwagen von 1876, der bei festlichen Anlässen präsentiert wird. Die Ausrüstung für Brandeinsätze besteht aus einem Tragkraftspritzenfahrzeug (TSF). Amtierender Kommandant ist Daniel Ruß.
Bereits 1593 wurden die Siebener der Gemeinde erstmals urkundlich erwähnt. Sie mussten dem Stadtrat von Dettelbach einen Eid ablegen und waren dann für die Vermessung der Flurstücke zuständig. Die Siebener von Brück tauchen heute nicht mehr im Vereinsverzeichnis von Dettelbach auf, eventuell musste ihre Arbeit wegen Mitgliedermangel eingestellt werden. 1996 war Otmar Holzapfel als Ortsobmann verzeichnet, sechs weitere Männer bildeten die Siebener.
Weitere Vereine in Brück in alphabetischer Reihenfolge sind (nicht mehr bestehende Vereine wurden mit einem † gekennzeichnet): Die Jagdgenossenschaft Brück und Schnepfenbach, die Jugendinitiative „Brügger Jugend“, die Musikkapelle (†), der Obst- und Gartenbauverein Brück mit der Kinder- und Jugendgruppe „Glückskäfer“, der Radfahrverein (†), die Soldaten- und Kriegerkameradschaft Brück und der Spar- und Darlehensverein Brück (†).

## Persönlichkeiten
Nur wenige, auch überregional bekannte Persönlichkeiten wirkten in dem kleinen Ort. Einfluss übten sicherlich die Amtmänner von Dettelbach in dem zugehörigen Dorf aus. Zwei Ehrenbürger ernannte die selbständige Gemeinde Brück vor ihrer Auflösung im Jahr 1972. Bereits am 10. November 1946 erhielt der ehemalige Bürgermeister Johann Walter das Ehrenbürgerrecht am Tag seiner goldenen Hochzeit. Er hatte während der Weltwirtschaftskrise die Geschicke der Gemeinde geleitet und war nach dem Zweiten Weltkrieg von den Amerikanern zum ersten Bürgermeister ernannt worden.
Mit Ludwig Gerhard erhielt 1957 ein weiterer Bürgermeister die Ehrenbürgerwürde. Am 20. Dezember 1957 verlieh man ihm unter Anwesenheit des Landrates Oskar Schad das Ehrenbürgerrecht. Gerhard hatte ab 1946 den Posten des Bürgermeisters inne und prägte den Wiederaufbau der Nachkriegszeit entscheidend mit. Gerhard erhielt zugleich auch den Ehrentitel „Altbürgermeister“.